# Vlag van Valparaíso

Vlag van Valparaíso

De vlag van Valparaíso is, samen met het wapen, het officiële symbool van deze regio, volgens de regionale verordening van Valparaíso nr. 2 van 30 augustus 2000. Volgens dit document bestaat de vlag uit een blauw doek met in het midden het wapen van de regio. In sommige media wordt het vaandel dat wordt gebruikt door de intendant en de regionale raad vaak gebruikt als regionale vlag, hoewel de status ervan niet is gedefinieerd.